# Произведение на изкуството (филм, 1959)
„Произведение на изкуството“ (на руски: Произведение искусства) е съветска комедия от 1959 година на режисьора Марк Ковальов с участието на Фаина Шевченко, Евгений Леонов и Сергей Мартинсон, заснет от кинокомпанията Мосфилм по мотиви от едноименния разказ на Антон Павлович Чехов.

## Сюжет
Младият мъж Саша Смирнов (Евгений Леонов) подарява на доктора Иван Николаевич (Сергей Мартинсон) старинен свещник, който е взел от антикварния магазин на майка си, в знак на признателност, че докторът му е спасил живота. Иван Николаевич преподарява свещника на адвоката Ухов (Борис Петкер), на когото дължи известна сума за услуги. Той от своя страна го дава на артиста Шашкин (Алексей Грибов), който го отнася обратно в антикварния магазин. Виждайки го там, Саша смята, че е друг свещник и отново го подарява на доктора, за да му станат комплект.

## В ролите
- Евгений Леонов като Саша Смирнов
- Фаина Шевченко като Смирнова, собственичката на антикварния магазин
- Сергей Мартинсон като доктора Иван Николаевич
- Борис Петкер като адвоката Ухов
- Алексей Грибов като артиста Шашкин
- Емануил Гелер като бръсняра